# Georges Canguilhem
Georges Canguilhem (kɑːŋɡɪˈlɛm), född 4 juni 1904 i Castelnaudary, död 11 september 1995 i Marly-le-Roi, var en fransk läkare och filosof. Han var professor i filosofi vid Sorbonne samt direktor för IHPST. Canguilhem tilldelades George Sarton-medaljen 1983 och CNRS:s guldmedalj 1987.
Georges Canguilhem specialiserade sig på epistemologi och vetenskapshistoria och utgav bland annat Le normal et le pathologique (1943) och La connaissance de la vie (1952).

## Biografi
Georges Canguilhem inledde 1924 studier vid École normale supérieure tillsammans med bland andra Jean-Paul Sartre, Raymond Aron och Paul Nizan. I slutet av 1920-talet undervisade han vid olika lyceer i Frankrike och påbörjade senare medicinstudier. 
Canguilhem influerades tidigt av filosofen och vännen Jean Cavaillès (1903–1944); i egenskap av motståndsman greps denne av Gestapo och avrättades.
År 1943 avlade Canguilhem medicine doktorsexamen och kom att under pseudonymen "Lafont" verka som läkare inom franska motståndsrörelsen under andra världskriget. Canguilhem utnämndes 1955 till professor i filosofi vid Sorbonne.
År 1943 utgav Canguilhem ett arbete om det normala och det patologiska, Essai sur quelques problèmes concernant le normal et le pathologique, senare känt under namnet Le normal et le pathologique. Detta verk kom att influera Michel Foucault, vars mentor Canguilhem blev. Le normal et le pathologique är ett betydelsefullt bidrag till vetenskapshistorien. Canguilhem utgår från hur biologi under 1800-talet alltmer blev en vetenskap. Han analyserar hur hälsa och sjukdom definierades under 1800-talet och menar sig kunna visa att definitionerna av det normala och det patologiska ingalunda var vetenskapligt objektiva. Canguilhem hävdar att den moderna biologins epistemologiska grunder flätades ihop med politiska, ekonomiska och teknologiska agendor.